# Mate (recipiente)

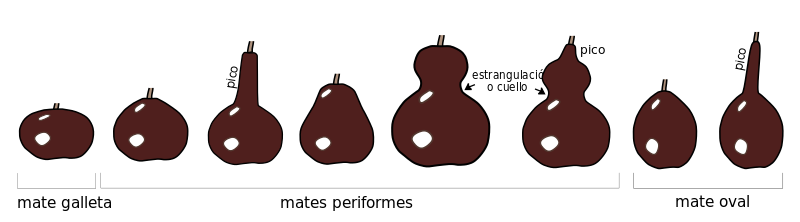
Tipos de Lagenaria según su forma.

Un mate (del quechua mati, 'calabacita') es un recipiente generalmente fabricado a partir de especies de calabaza del género Lagenaria. También pueden fabricarse de madera, de guampa (‘cuerno’) de toro, vidrio, plástico, plata, latón esmaltado y, recientemente, de silicona; este recipiente es utilizado para beber la infusión homónima.

## Uso y costumbres

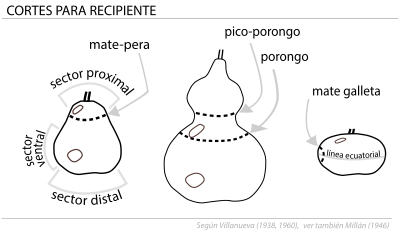
Tipos corte que se le da a los frutos de las Lagenaria spp. según su forma

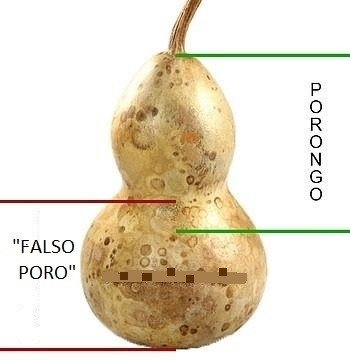
De un mismo fruto grande de Lagenaria (purungu) se puede sacar un 'mate porongo', y otro del tipo ‘falso poro’

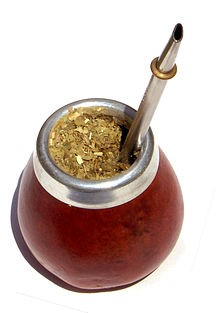
Un mate del tipo ‘poro’ o ‘mate pera’

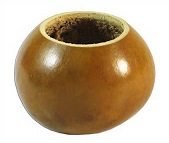
Un mate del tipo ‘falso poro’, porque en realidad es lo que queda de un “purungu” al cortarse para hacer un “mate porongo”

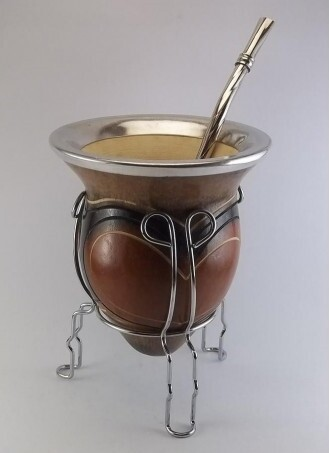
Un 'mate porongo’

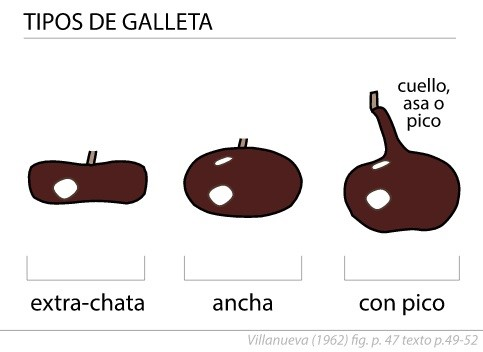
Frutos de la Lagenaria llamados “galleta” (por parecerse al tipo de pan homónimo común en el cono sur sudamericano) o “mate galleta”

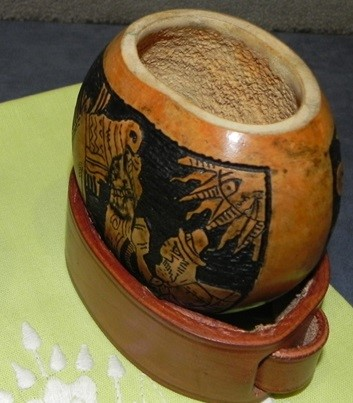
Un ‘mate galleta’ (galleta ancha)

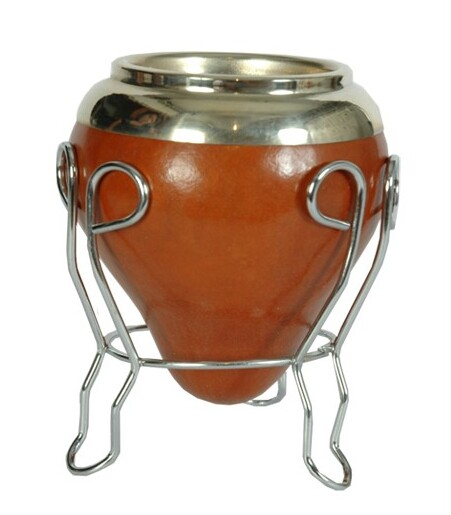
Un mate del tipo ‘pico de porongo’

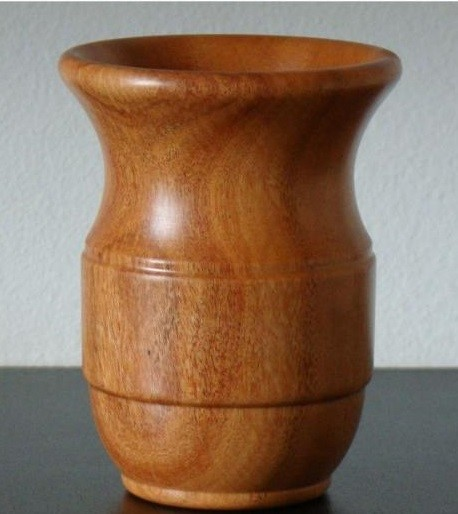
Un mate hecho de madera nativa, quebracho colorado

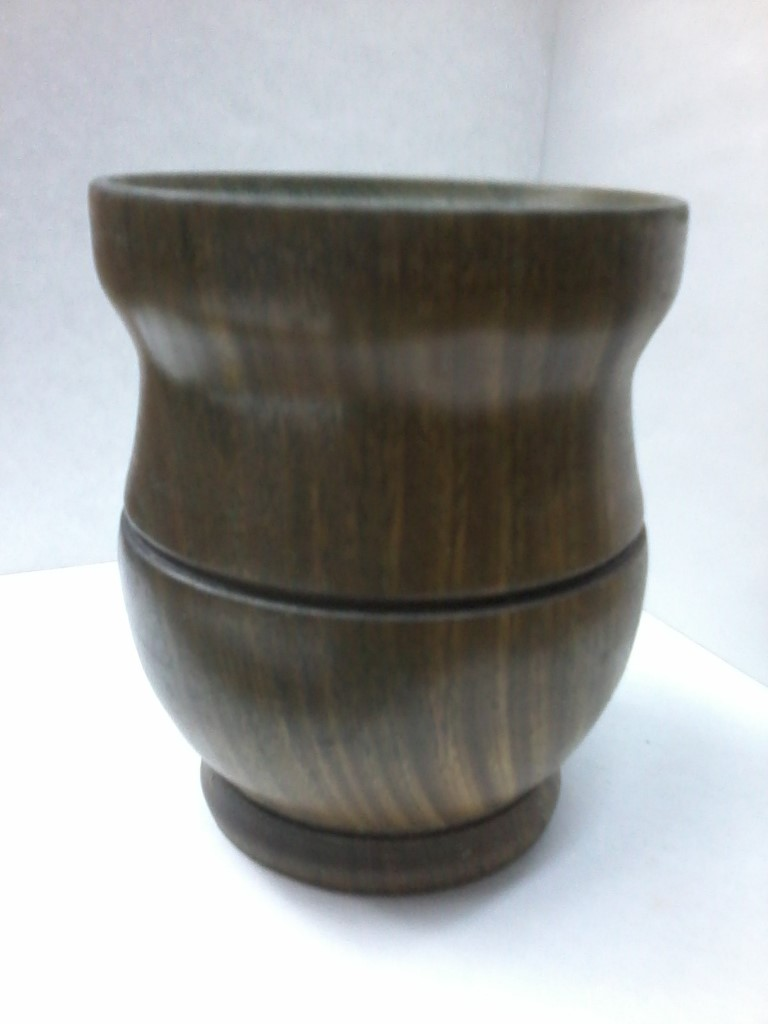
Un mate hecho de madera nativa, palo santo

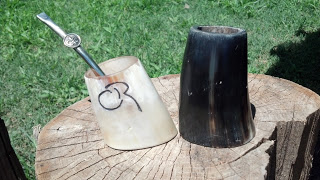
Un mate hecho de guampa o asta de toro

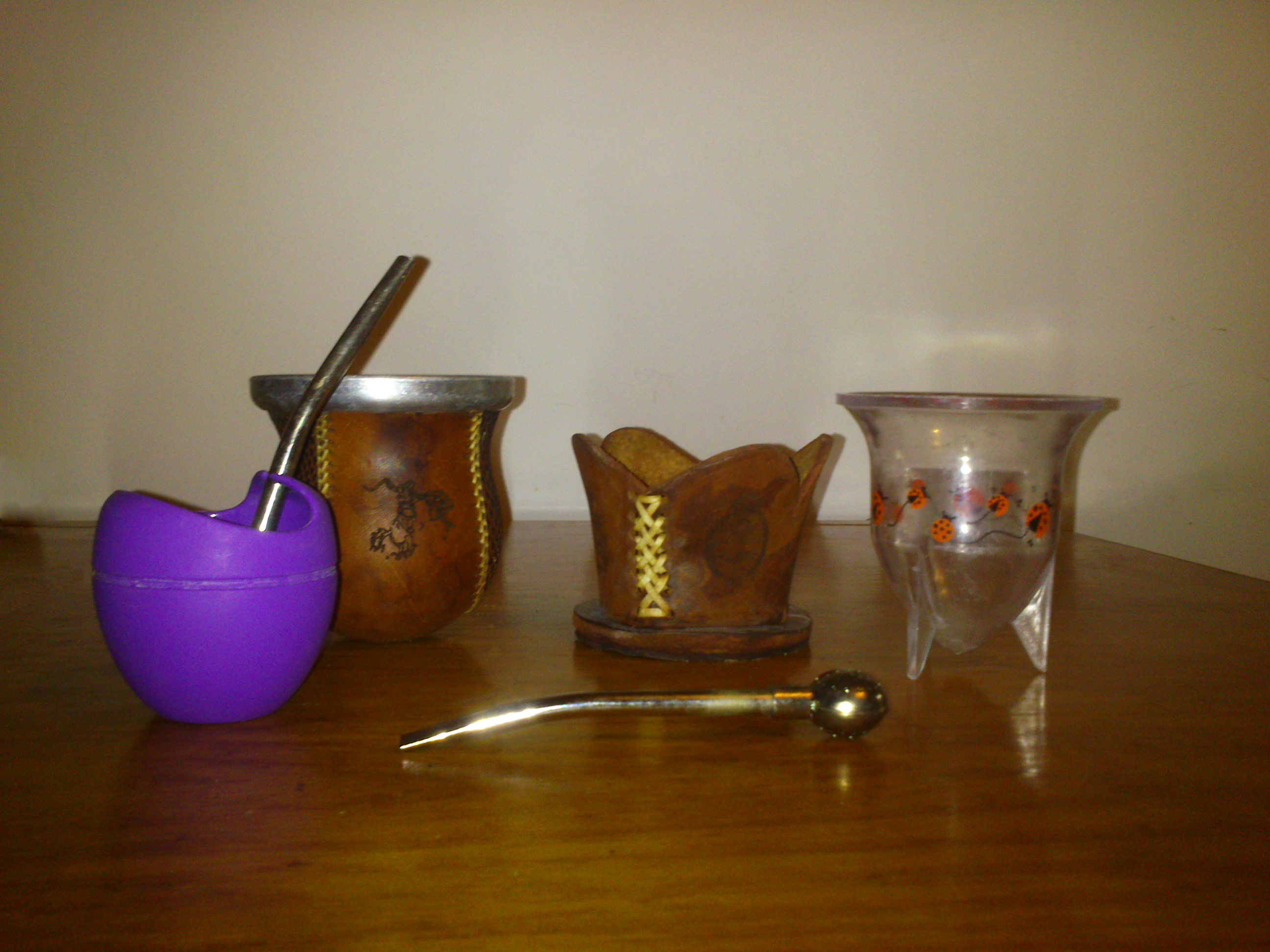
Distintos tipos de mates: de izquierda a derecha: mate de silicona, mate calabaza con revestimiento de cuero de vaca y piel de víbora; posamates con Escudo Nacional Argentino grabado; mate de acrílico. Al centro, una bombilla.

En este recipiente se bebe el mate, que consiste en hojas desecadas y trituradas de yerba mate, colocadas dentro del recipiente y a las cuales se le vierte agua a una temperatura aproximada de 80 °C; la infusión resultante se absorbe a través de una bombilla.
El recipiente es de uso grupal; no suele utilizarse individualmente excepto cuando se bebe la infusión en solitario. Las costumbres varían ligeramente según la región, pero coinciden en que se comparten el recipiente, la bombilla y la bebida.
En el recipiente mate también se toma tereré, que es la misma infusión de yerba mate, pero fría. El tereré es común en todo el territorio del Paraguay, y también en el noreste de Argentina y en sur y centro oeste del Brasil.

### Curado
Se entiende por curado al proceso de impregnación de los poros del material del mate cuando este ha sido construido a partir de algún material poroso como la madera o la calabaza.

## Mates tradicionales

### Historia
La infusión de la yerba mate tomada con bombilla se conoce como «mate». Los guaraníes, quienes fueron los primeros en incluir esta infusión en su gastronomía llamaban a la infusión ka’aý (ka’á: ‘yerba mate’; ÿ o ü: ‘agua’). Así es que "ka'aý" significaría ‘agua con yerba mate’. A su vez, el recipiente usado para tomar mate era llamado en idioma guaraní ka’ayguá (guá: ‘recipiente’); entonces una traducción literal de ka’ayguá sería ‘recipiente [para tomar] agua de yerba mate’.
El motivo por el cual se le dice «mate» a esta infusión se halla en la influencia cultural del Imperio incaico sobre el pueblo guaraní. La lengua oficial del Imperio inca era el quichua o quechua, y en la variedad sureña del quichua, el vocablo mati es como se ha llamado desde tiempos precolombinos al fruto de la planta Lagenaria, nativa de Sudamérica.
Lagenaria siceraria es tal vez la más conocida y usada especie de Lagenaria en Sudamérica. Los frutos de las Lagenaria spp. se han usado como alimento, como elemento para transportar agua o legumbres y para tomar mate con bombilla, aun desde tiempos precoloniales.
Las especies de Lagenaria dan frutos que difieren en tamaño y forma. Hay frutos que tienen una estrangulación y otros que presentan una forma más redondeada. Los pueblos pertenecientes al Imperio inca ―entre ellos los pueblos que habitaban lo que actualmente es el Noroeste argentino― distinguían varios tipos de mati o mate. A los mati pequeños y de forma redondeada o forma que se parece a una pera les decían puru. A los mati más grandes, que presentan una estrangulación natural y a un lado una sección de forma más bien redonda y al otro lado otra sección más grande y de forma más bien ovalada le decían purungu. Esos términos (mati, puru y purungu) penetraron en la sociedad guaraní, en la sociedad de las misiones jesuíticas guaraníes, y en general en toda la sociedad colonial de gran parte del cono sur.

### Distintos tipos de mate y sus respectivos nombres (según su forma y el corte que se le da)
De esta forma es como hoy en día han llegado a nosotros las distintas formas de llamar a los frutos de la Lagenaria siceraria. Dichos frutos se utilizan hoy en día principalmente para tomar la infusión de Ilex paraguariensis, más conocida con su nombre vernáculo «yerba mate». Por tanto, los términos «mate», «poro» y «porongo», son palabras del quichua que han llegado a nuestros días. Cada región del cono sur tiene su forma de emplear estas palabras a la hora de referirse a los distintos mates (recipientes para tomar mate) hechos de Lagenaria. Sin embargo, hay nombres que técnicamente son correctos y otros que no lo son. A continuación se detallan los nombres técnicamente correctos para denominar a cada recipiente de mate, frutos de las lagenarias, según la forma que tiene el fruto llamado «mate» y según el corte que se le hace.
Poro: palabra que proviene del quichua "puru". Se usa para referirse a un mate de pequeño a mediano, que tiene forma parecida al de una pera aunque algo más redonda. También se le llama "mate pera" por su forma comparada al de una pera (fruta). Están los "falsos poros" que son en realidad lo que queda al hacer el corte para hacer un mate del tipo porongo, a veces cortado un poco más arriba de lo normal.
Porongo: palabra que deriva del quichua "purungu". Los guaraníes en su propio idioma llamaban "yeruá" ("jeru'a", en grafía guaraní) a lo que en quichua se llamaba "purungu". Esta palabra de raíz quechua se utiliza para denominar a un mate más grande que el de tipo "poro". Tiene una base más angosta que la boca, que es ancha siempre, y justo antes de la boca tiene una estrangulación natural. También a veces se le llama "mate de camionero" (por el hecho de que los camioneros suelen usarlo para sus largos viajes porque al caberle más cantidad de yerba la cebada del mate dura más), "mate bocón" o "mate de boca ancha".
"Mate" es la palabra que deriva del quichua mati. Se utiliza para denominar a todos los frutos de las plantas del tipo Lagenaria, sin importar su tamaño o forma. Incluye a los poros, porongos, galleta, etc. Por extensión y con el paso del tiempo, esta palabra también se ha usado para llamar a la infusión de yerba mate que se toma con bombilla en un recipiente de mate, propiamente dicho, o en cualquier recipiente hecho de algún otro material como madera nativa o vidrio.
En la actualidad y según la región de América del Sur, las palabras "mate", "porongo" y "poro" se usan de distintas formas y para referirse a distintos objetos. En el cono sur todas estas palabras se asocian a la infusión de yerba mate, el mate. Aunque algunos se animan a llamar al mate propiamente dicho (al fruto) "mate de calabaza" o "calabaza" el nombre original, más apropiado y técnicamente correcto del mate (el recipiente) es "mate" o "mati".

#### Otros tipos de mates tradicionales
Por extensión, en la actualidad la palabra "mate" se aplica a cualquier recipiente que ha sido hecho para tomar mate con bombilla, no importando si está cebado en uno del tipo poro, en uno del tipo porongo, en un pico de porongo, en uno del tipo galleta ―cuya forma parece una «galleta de campo» (un tipo de pan algo achatado) y normalmente utilizado para tomar mate amargo―, en un mate de madera nativa, en un mate hecho de guampa de toro, o en alguno hecho de otros materiales más modernos y menos acorde a la tradición.
Así es que entre los otros mates tradicionales encontramos los distintos tipos de mate galleta, y mates hechos de madera nativa.

#### Otros materiales no tradicionales
Existen ciertos mates (recipientes) no tradicionales hechos de materiales no tradicionales como: los de vidrio, los de cerámica, los de tacuara ancha, los de metal, etc. Además, existen mates fabricados en Rusia con madera de tilo siberiano.